# Dorothée Zénith 88
Tournées par Dorothée
Dorothée au Zénith (86 & 87) / Tournée 87 Bercy 90
Dorothée Zénith 88 est un spectacle de la chanteuse et animatrice Dorothée dans la salle du Zénith de Paris.
Pour la troisième année consécutive, Dorothée investit la scène du Zénith de Paris pour 27 représentations données en 3 semaines. Un record toujours inégalé à ce jour.
Ce spectacle marque une nouvelle étape dans la mutation des concerts de Dorothée qui s'acheminent de plus en plus vers le style « Concert/Show » et s'éloignent définitivement de ses premières comédies musicales.
Zénith 88 est un concert à l'ambiance très Broadway, composé de nombreux ballets avec une troupe de 8 danseurs, 10 musiciens, des cascadeurs ainsi que des costumes riches et colorés, de magnifiques lumières sur fond de nuit étoilée et surtout un soin tout particulier apporté à la partie musicale en s'étoffant de cuivres. Les introductions de nombreuses chansons ont été re-travaillées, ce qui apporte un résultat profond et puissant.
Ce spectacle voit pour la première fois la présence des choristes historiques de Dorothée : Martine Latorre et Francine Chantereau, ainsi que l'orchestre Les Musclés.

Il est constitué en majorité de chansons issues de l'album Attention danger ainsi que de certains des plus grands succès de la chanteuse, mais aussi d'une chanson inédite : Salut Les Musclés, spécialement écrite pour présenter son groupe : Les Musclés.
Un des concerts du Zénith a été l'occasion d'un triplex exceptionnel entre le Zénith / Les studios de La Plaine Saint-Denis / L'Espace ! En effet Dorothée a interviewé depuis sa loge du Zénith le spationaute Jean-Loup Chrétien qui se trouvait dans sa station spatiale. Un exploit technique pour l'époque et une grande première télévisuelle.
La princesse Caroline de Monaco, accompagnée de ses enfants, assista à l'un de ces spectacles donnés au Zénith de Paris.
Ce spectacle fit l'objet d'un représentation exceptionnelle au Palais de l'Élysée dans le cadre de l'Arbre de Noël du Palais.
Pour cette série de concerts, Dorothée reçoit un Golden Reel Award des États-Unis récompensant le plus grand nombre d'entrées.

## Informations
| Personnes sur scène                                                          | | |
| Interprètes : - Dorothée Choristes : - Francine Chantereau - Martine Latorre | Musiciens : - Direction musicale : Gérard Salesses - Batterie : Bernard Minet - Claviers : Framboisier, Richard Lornac - Guitares : Éric Bouad, David Bouad - Cuivres : René Morizure, Éric Bouad, Christian | Chorégraphe : Chris Georgiadis Danseurs : - Patricia - Thierry - Sandrine - Michel - Vanessa - Michel - Annick - Carlos |

| Artistique : - Costumes : Jerold Crews Administratif : - Production : AB Production - Camus/Coullier Spectacles | Lumières : - Jacques Rouveyrollis Décors : - Carré Magique |

## Titres
| No  | Titre                                | Durée |
| --- | ------------------------------------ | ----- |
| 1.  | Attention danger                     |       |
| 2.  | Maman                                |       |
| 3.  | Salut les Musclés (avec Les Musclés) |       |
| 4.  | Docteur                              |       |
| 5.  | Les filles et les garçons            |       |
| 6.  | Tout, tout, tout le monde            |       |
| 7.  | Le blues de toi                      |       |
| 8.  | La machine avalé                     |       |
| 9.  | Qu'il est bête !                     |       |
| 10. | Le tour du monde                     |       |
| 11. | Les petits Ewoks                     |       |

| No  | Titre                                   | Durée |
| --- | --------------------------------------- | ----- |
| 1.  | Ca donne envie de chanter               |       |
| 2.  | Où se cache l'amour ?                   |       |
| 3.  | La fête au village (Les Musclés)        |       |
| 4.  | Détective privé                         |       |
| 5.  | Où s'en vont les cœurs brisés ?         |       |
| 6.  | Allô, allô Monsieur l'ordinateur        |       |
| 7.  | Qu'est-ce que j'oublie dans ma valise ? |       |
| 8.  | De la musique                           |       |
| 9.  | Hou la menteuse !                       |       |
| 10. | Bioman (Bernard Minet)                  |       |
| 11. | Bom bom bom                             |       |
| 12. | Attention danger                        |       |

## Dates et Lieux des Concerts

### Zénith de Paris
| Date                   | Ville |
| ---------------------- | ----- |
| 26 novembre 1988 20h30 | Paris |
| 27 novembre 1988 14h30 | Paris |
| 27 novembre 1988 17h30 | Paris |
| 29 novembre 1988 20h30 | Paris |
| 30 novembre 1988 14h30 | Paris |
| 30 novembre 1988 17h30 | Paris |
| 2 décembre 1988 20h30  | Paris |
| 3 décembre 1988 14h30  | Paris |
| 3 décembre 1988 20h30  | Paris |
| 4 décembre 1988 14h30  | Paris |
| 4 décembre 1988 17h30  | Paris |
| 6 décembre 1988 20h30  | Paris |
| 7 décembre 1988 14h30  | Paris |
| 7 décembre 1988 17h30  | Paris |
| 9 décembre 1988 20h30  | Paris |
| 10 décembre 1988 14h30 | Paris |
| 10 décembre 1988 20h30 | Paris |
| 11 décembre 1988 14h30 | Paris |
| 11 décembre 1988 17h30 | Paris |
| 13 décembre 1988 20h30 | Paris |
| 14 décembre 1988 14h30 | Paris |
| 14 décembre 1988 17h30 | Paris |
| 16 décembre 1988 20h30 | Paris |
| 17 décembre 1988 14h30 | Paris |
| 17 décembre 1988 20h30 | Paris |
| 18 décembre 1988 14h30 | Paris |
| 18 décembre 1988 18h30 | Paris |

### Tournée 1989
| Date            | Ville            |
| --------------- | ---------------- |
| 14 janvier 1989 | Bruxelles        |
| 15 janvier 1989 | Bruxelles        |
| 17 janvier 1989 | Lille            |
| 18 janvier 1989 | Mulhouse         |
| 23 janvier 1989 | Strasbourg       |
| 24 janvier 1989 | Nancy            |
| 25 janvier 1989 | Reims            |
| 26 janvier 1989 | Épinal           |
| 27 janvier 1989 | Metz             |
| 28 janvier 1989 | Clermont-Ferrand |
| 2 février 1989  | Avignon          |
| 3 février 1989  | Perpignan        |
| 4 février 1989  | Montpellier      |
| 5 février 1989  | Carcassonne      |
| 7 février 1989  | Nice             |
| 8 février 1989  | Nice             |
| 9 février 1989  | Marseille        |
| 10 février 1989 | Besançon         |
| 11 février 1989 | Bourg-en-Bresse  |
| 12 février 1989 | Toulon           |
| 16 février 1989 | Bordeaux         |
| 17 février 1989 | Rodez            |
| 18 février 1989 | Toulouse         |
| 19 février 1989 | Limoges          |
| 23 février 1989 | Tarbes           |
| 24 février 1989 | Pau              |
| 25 février 1989 | Mont-de-Marsan   |
| 26 février 1989 | Bayonne          |
| 2 mars 1989     | Poitiers         |
| 3 mars 1989     | Nantes           |
| 4 mars 1989     | Angers           |
| 5 mars 1989     | Orléans          |
| 22 mars 1989    | Montluçon        |
| 23 mars 1989    | Lyon             |
| 24 mars 1989    | Grenoble         |
| 25 mars 1989    | Lausanne         |
| 26 mars 1989    | Lausanne         |
| 1er avril 1989  | Dunkerque        |
| 2 avril 1989    | Liévin           |